# Eupododexia amoena
Eupododexia amoena är en tvåvingeart som beskrevs av Louis-Paul Mesnil 1976. Eupododexia amoena ingår i släktet Eupododexia och familjen parasitflugor.
Artens utbredningsområde är Madagaskar. Inga underarter finns listade i Catalogue of Life.